# (38306) 1999 RB99
1999 RB99 (asteroide 38306) é um asteroide da cintura principal. Possui uma excentricidade de 0.15679700 e uma inclinação de 12.55942º.
Este asteroide foi descoberto no dia 7 de setembro de 1999 por LINEAR em Socorro.